# Val d'Arly
Pour les articles homonymes, voir Arly (homonymie).
Le val d'Arly est une région naturelle et une vallée en France. Il est situé entre les massifs du Beaufortain, des Aravis et des Bauges, à la limite des départements de la Savoie et de la Haute-Savoie, entre Combloux et Albertville.

## Toponymie
« Val d'Arly » est le nom de la vallée où coule le torrent de l'Arly et ses affluents.
L'hydronyme « Arly » semble dériver, d'après Charles Marteaux, président de l'Académie florimontane, du nom d'un domaine gallo-romain et de son propriétaire, ici, Arilus, un patronyme d'origine gauloise ou, selon le chanoine Gros, d'Arelia, la forme féminine d'Arelius. Pour le chanoine Adolphe Gros, la villa pouvait être située au niveau de L'Hôpital.
La première mention de cet hydronyme remonte au XIVe siècle.

## Géographie

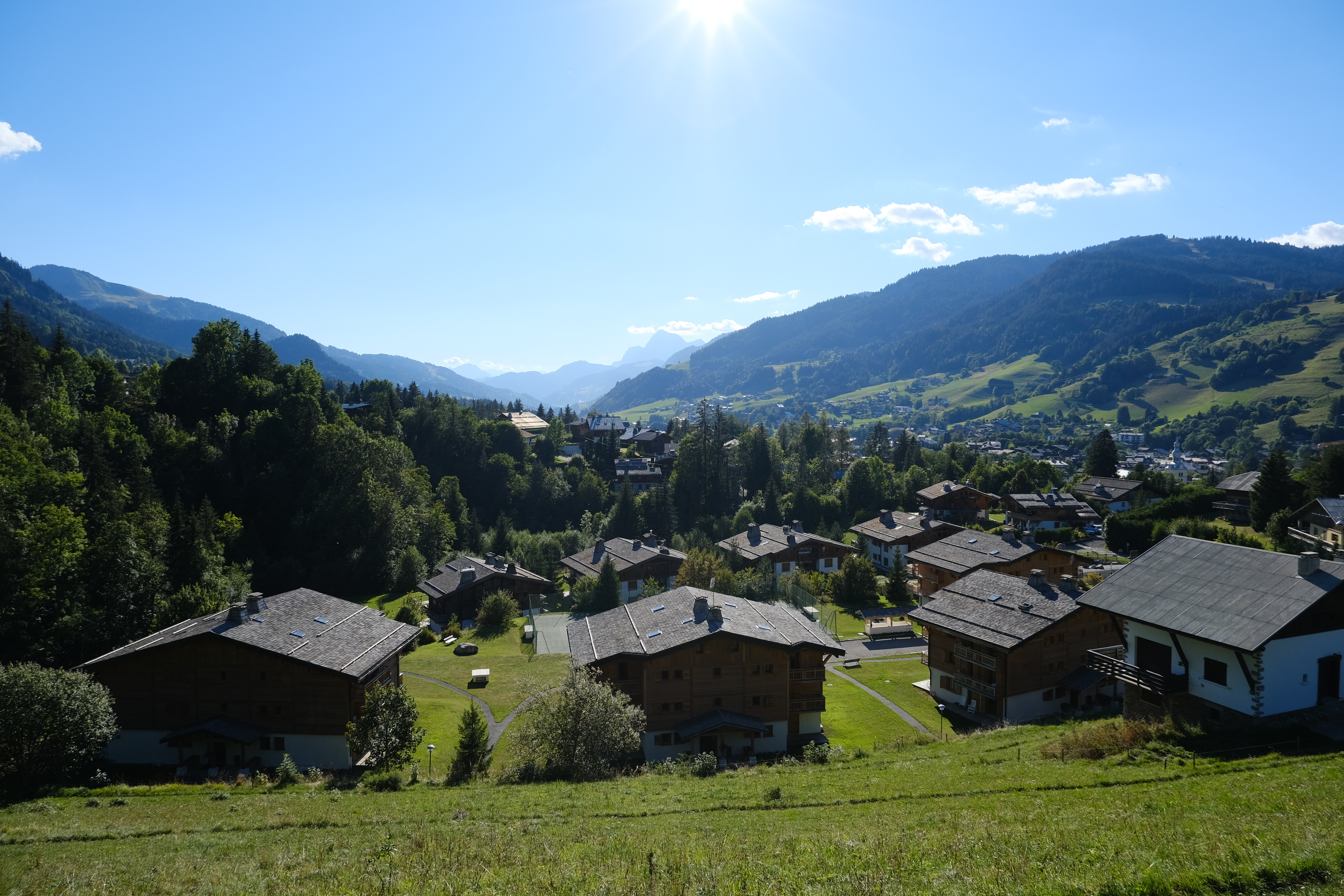
Vue depuis Megève du val d'Arly en direction du sud-ouest avec à gauche le massif du Beaufortain, à droite la chaîne des Aravis et dans le lointain le mont Charvin.

Le val d'Arly est une vallée alpine de Savoie et Haute-Savoie située entre la chaîne des Aravis au nord-ouest, le massif du Beaufortain au sud-est, le massif des Bauges à l'ouest, la vallée de l'Arve au nord-est et la combe de Savoie au sud-ouest, faisant de lui une section du sillon alpin,. Façonné par le glacier de l'Arve qui y envoyait une diffluence lors des maximums glaciaires, le haut val d'Arly adopte un profil en auge qui contraste avec les petites vallées latérales plus escarpées et encaissées du massif du Beaufortain et des contreforts de la chaîne des Aravis. Sa position à 500 à 600 mètres au-dessus des grandes vallées auxquelles il est raccordé — via les gorges de l'Arly vers la combe de Savoie au sud-ouest et via un coteau pour la vallée de l'Arve au nord-est — le qualifie de « suspendu ».
Cet ensellement débute au nord-est à Combloux, en haut du coteau qui domine la vallée de l'Arve, passe par Demi-Quartier et Megève et se termine entre Praz-sur-Arly et Flumet, au début des gorges de l'Arly. Au milieu du haut val d'Arly se trouve le col de Megève qui marque la limite entre deux bassins versants : celui de l'Isère au sud-ouest et celui de l'Arve au nord-est. Au sud-ouest du col se trouve la source de l'Arly qui naît à Megève, au confluent du Planay et du Clapet, deux torrents qui descendent du mont Joly au sud-est. Le cours supérieur de cette rivière est suivi par les gorges de l'Arly,.
Pour le géographe Raoul Blanchard, le val d'Arly ne se limite pas à la vallée du cours supérieur de l'Arly mais également à la vallée de son cours moyen en aval de Flumet et à son cours inférieur en aval d'Ugine qu'il appelle « haut val d'Arly » et « bas val d'Arly » selon que l'on se trouve en amont ou en aval d'Ugine. Ainsi, selon cette définition, le haut val d'Arly comprend les territoires des communes d'Héry, de Cohennoz, de Crest-Voland, de Saint-Nicolas-la-Chapelle, de Notre-Dame-de-Bellecombe, de Flumet, de La Giettaz, de Praz-sur-Arly, de Megève et de Demi-Quartier. Les sept premières communes appartiennent au département de la Savoie, les trois dernières à la Haute-Savoie. Le bas val d'Arly comprend, toujours pour ce géographe, les communes de Savoie suivantes : Ugine, Outrechaise (rattachée à Ugine en 1963), Marthod, Thénésol, Allondaz, Pallud, Césarches et Venthon.
Le val d'Arly est traversé par l'ancienne route nationale 212, devenue D 1212, reliant Ugine à Sallanches, via les gorges de l'Arly. La vallée est accessible depuis Thônes et les Aravis par la D 909 via le col des Aravis ou encore depuis le Beaufortain par le col des Saisies.

## Histoire

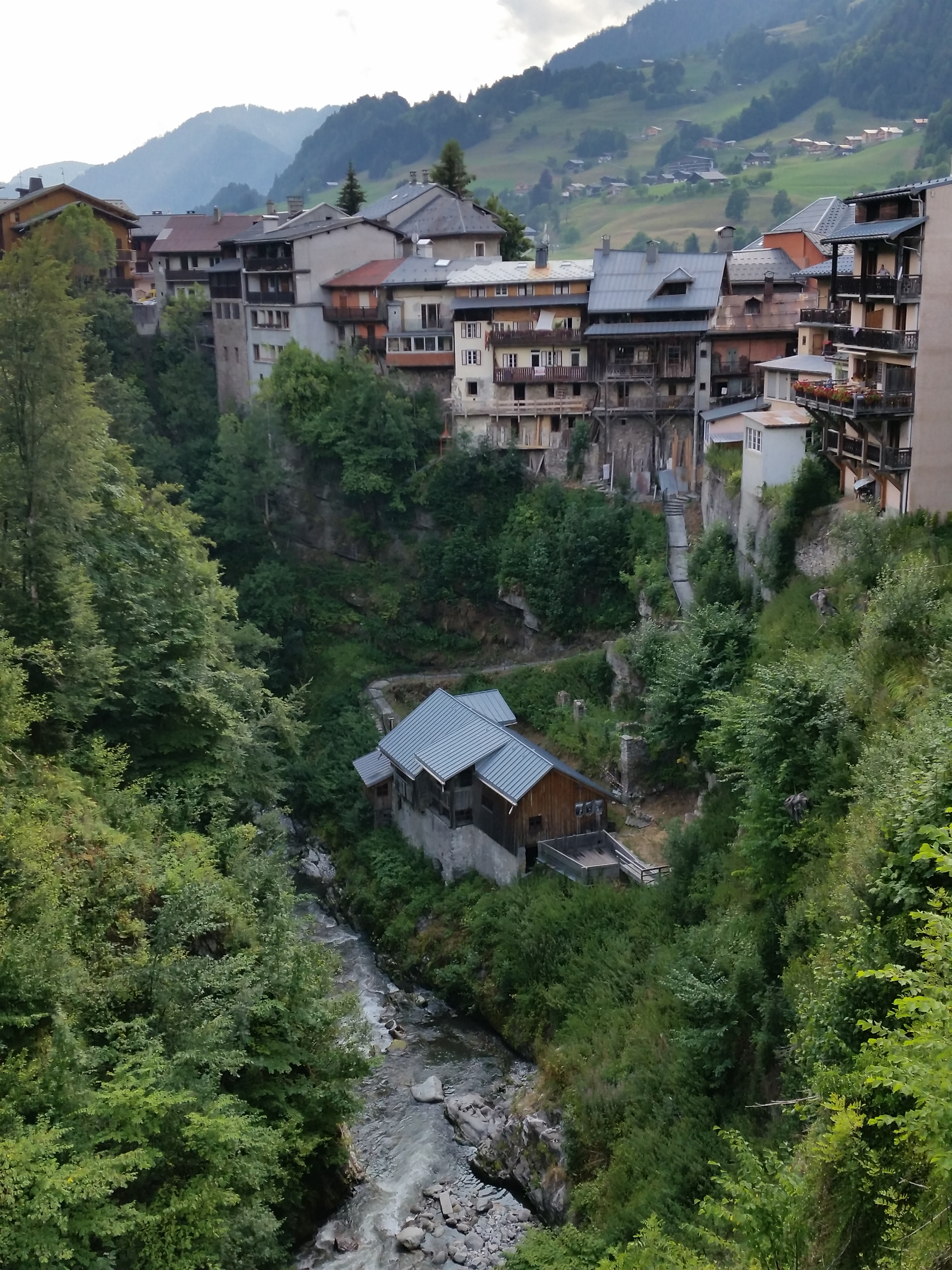
Vue de Flumet depuis le pont de l'Abîme sur les gorges de l'Arly et l'ancien moulin.

Durant l'Antiquité, le val d'Arly est occupé, tout comme le Haut-Faucigny, le Beaufortain et la haute vallée de la Tarentaise, par les Ceutrons. Vers 20 av. J.-C., ces derniers sont dominés par les Romains. La vallée est dès lors intégrée à la province des Alpes grées. Le cours inférieur de la rivière est quant à lui intégré à la province viennoise. Au niveau du col de Jaillet, une borne permettait d'indiquer la limite entre les deux provinces.
Durant le Moyen Âge, la vallée est partagée entre les seigneurs de Savoie et de Faucigny. Il faut attendre le XIIIe siècle, sans qu'une date soit réellement avancée, pour voir les sires de Faucigny devenir maîtres de Flumet et du val d'Arly, le tout formant une châtellenie, tandis que l'aval, le mandement d'Ugine, est une possession des comtes de Savoie. Le château de Flumet contrôle l'accès aux gorges de l'Arly permettant de rejoindre la combe de Savoie, ainsi que la vallée de l'Arrondine, permettant d'accéder à la Giettaz et, au-delà, aux Aravis et aux vallées de Thônes. Le bourg de Flumet obtient d'ailleurs, dès 1228, des franchises et joue un rôle économique important, notamment avec la mise en place d'un marché.
Au cours des XVIe et XVIIe siècles, le mandement de Flumet appartient à l'apanage des Savoie-Nemours, comtes apanagistes de Genevois, barons de Faucigny et de Beaufort.
Après la Restauration savoyarde de 1815, le massif est intégré, avec le pays de Faverges, le Beaufortain et l'amont de la combe de Savoie, à la nouvelle province de Haute-Savoie, créée en 1816, au sein du duché de Savoie,. La circonscription disparaît, en 1860, lorsque le duché de Savoie est annexé par la France du Second Empire. Le val d'Arly est alors compris dans le nouveau département de la Savoie.
Les autorités réalisent une route afin de franchir les gorges de l'Arly, entre 1862 et 1886,. La ville de Flumet est reliée à Ugine en 1884. Via le val d'Arly, Flumet était jusqu'alors mieux connecté avec le Faucigny et la ville de Sallanches, du côté haut-savoyard, qu'avec le reste de la Savoie. En effet, la route reliant Ugine à Héry, puis se dirigeant vers Flumet était peu praticable. Les raisons de cet aménagement sont la perspective des « échanges du Faucigny et de la combe de Savoie et l'accès de Chamonix par les touristes », ainsi que l'exportation du bois exploité sur les versants.
Dès les années 1900, les progrès technologiques de l'hydroélectricité suisse sont à l'origine d'intenses spéculations boursières sur les sociétés hydroélectriques, qui profitent aux implantations industrielles en val d'Arly, tandis que le tourisme prend son essor avec notamment l'arrivée des sports d'hiver dont la pratique est facilitée par la proximité des villages avec des pentes douces dans les alpages.

## Activités
Le val d'Arly, aux côtés du Beaufortain, de la Maurienne et de la Tarentaise, a reçu le label « Villes et Pays d'art et d'histoire » pour le projet « Pays des Hautes vallées de Savoie » en 1991,.
Le val d'Arly possède plusieurs grands domaines skiables, reliant certaines stations-villages de la vallée, ainsi que certaines du Beaufortain :
| Nom du domaine                                                    | Communes / stations touristiques | Pistes (2017) | Pistes (km) (2017) | Remontées mécaniques (2017) | Capacité (nombre de lits 2016) |     |     |    |       |
| ----------------------------------------------------------------- | --- | ------------- | ------------------ | --------------------------- | ------------------------------ | --- | --- | -- | ----- |
| Espace Diamant                                                    | Bisanne 1500 ; Crest-Voland Cohennoz ; Flumet - Saint-Nicolas-la-Chapelle ; Hauteluce ; Notre-Dame-de-Bellecombe ; Praz-sur-Arly ; Les Saisies        | Pistes (2017) | Pistes (km) (2017) | Remontées mécaniques (2017) | Capacité (nombre de lits 2016) | 157 | 192 | 81 | 48789 |
| Évasion Mont-Blanc (pas complètement connecté)                    | Combloux ; La Giettaz-en-Aravis ; Les Contamines (Hauteluce et Les Contamines-Montjoie) ; Megève ; Saint-Gervais Mont-Blanc ; Saint-Nicolas-de-Véroce | 110           | 400                | 251                         | 109814                         |     |     |    |       |
| Portes du Mont-Blanc (Espace Jaillet) (pas complètement connecté) | Combloux ; Cordon ; La Giettaz-en-Aravis ; Megève (Jaillet)                                                                                           | 85            | 85                 | 25                          | 72824                          |     |     |    |       |

La ville de Megève accueille un musée du Haut Val d'Arly, créé en 1987, dans une ancienne ferme du XIXe siècle, permettant de présenter l'art et les différentes traditions populaires de la région. Le musée édite le premier numéro de Mag-éva Megève : revue d'histoire et de traditions du Val d'Arly, en 1988.

## Religion
Le val d'Arly, tout comme le pays d'Ugine, appartient au diocèse d'Annecy, depuis le haut Moyen Âge.